# Доппиетта

Доппиетта 1771 года

Доппиетта, допьетта (итал. doppietta — маленькая доппия) — золотая монета Сардинского королевства XVIII столетия. Выпускалась при Карле Эммануиле III (1730—1773) и его преемнике Викторе Амадее III (1773—1796). Содержала 3,21 г золота 892 пробы. На одной стороне содержала изображение монарха, на другой — герб правящего рода.
Монету чеканили исключительно для обращения на острове Сардиния. Соотношение с другими денежными единицами составляло 1 доппиетта = 5 сардинских лир = 20 реалов = 1⁄5 карлино.
Монеты номиналом в одну допиетту чеканили в 1768—1773, 1786 и 1787 годах. Также выпускали 2 ½ и 5 допиетт (карлино).